# 开放天文学
《开放天文学》（Open Astronomy），前名《波罗的海天文学》（Baltic Astronomy），是经过同行评审的、完全开放存取的科学期刊，目前由德格鲁伊特出版。《波罗的海天文学期刊》由立陶宛维尔纽斯大学理论物理和天文学研究所于1992年创立，于2017年转为开放存取时改为现名。该期刊致力于出版涵盖天文学和天体物理学各个方面的研究成果、综述和新闻。主编是巴西圣保罗大学天文学和地球物理研究所的比阿特丽斯·巴布埃教授。

## 历史
《开放天文学》是《波罗的海天文学》开放获取模式出版的延续，该期刊由波罗的海国家的天文学研究机构维尔纽斯大学理论物理和天文学研究所出版。
苏联在1980年代后期的政治变革使得学术领域的国际联系也变得更加密切。为了提高国际知名度，需要用英语出版现代期刊，取代塔尔图天文台、里加天文台和维尔纽斯天文台的几个有國際聲譽欠佳的出版物。这些出版物在前苏联期间都主要用俄语出版，经过波罗的海天文学研究所的讨论，相关机构同意将这些出版物合并为《波罗的海天文学》，同时停办此前的若干出版物。
对于《波罗的海天文学》前身的各出版物的停办，有学者表示遗憾。这些出版物包括：
- 塔尔图天文台的长期出版物《塔尔图天体物理观测台汇刊》，自1817年创刊并在在塔尔图天文台以拉丁文出版第1卷的期刊：《观测天文学》，多尔帕藤斯帝国大学研究院：观测年1814-1815。该刊于1990年出版了最后一卷即第53卷后停办。
- 塔尔图天文台的更近的出版物还有《塔尔图天体物理报告》。该期刊始于1954年，于1991年出版最后一卷即第109卷后停办。
- 拉脱维亚科学院放射性物理观测站在里加出版的《太阳和红巨星研究》系列创刊于1974年，于1993年出版了最后一卷即第36卷后停办。
- 立陶宛维尔纽斯大学天文台与物理与数学研究所合作出版的《维尔纽斯天文台公报（英语：Vilnius Astronomijos Observatorijos Biuletenis）》创刊于1960年，于1992年出版了最后一卷即第86卷后停办。

《波罗的海天文学》由立陶宛教育、科學及體育部赞助，为季刊。主编为維陶塔斯·斯特萊濟斯。该刊第1卷于1992年出版，最后一卷即第25卷于2016年出版后更为现名。

## 检索
- 天體物理數據系統
- Current Contents/Physical, Chemical & Earth Sciences
- Inspec（英语：Inspec）
- 科学引文索引
- 斯高帕斯数据库
- 文摘杂志（全俄科学技术信息研究所）